# Man met de blauwe kaproen

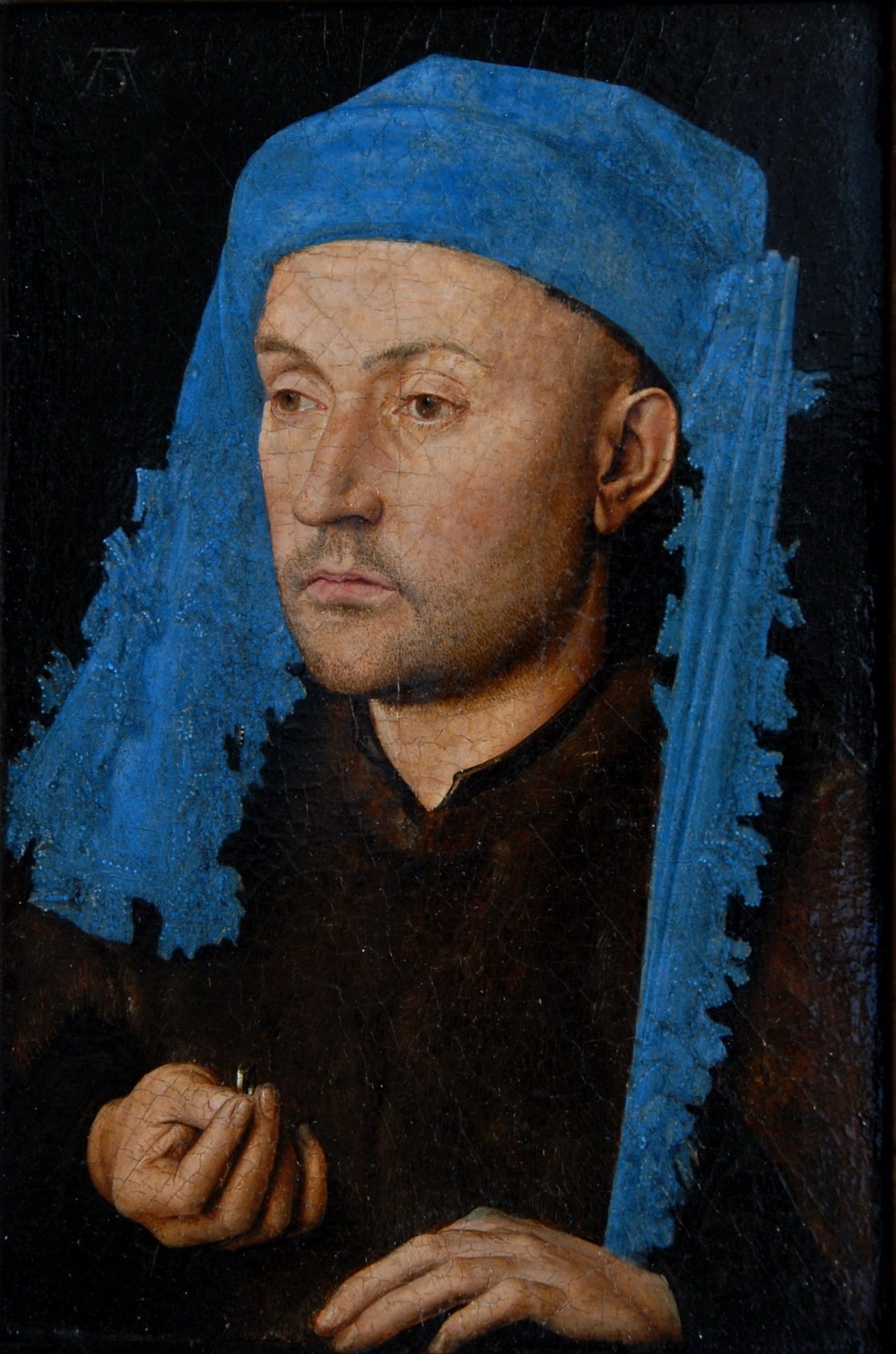
Man met de blauwe kaproen

 Man met de blauwe kaproen  is een klein olieverfschilderij van 20 bij 13 cm dat rond 1430 werd geschilderd door Jan van Eyck. Omdat Van Eyck geen titel gaf aan dit schilderij en omdat men niet weet wie er weergegeven is op dit werk, noemt men het schilderij Man met de blauwe kaproen. Het schilderij werd in opdracht gemaakt en voltooid rond 1430. Het bevat een aantal elementen die typerend zijn voor Van Eycks seculiere portretten, waaronder een iets te groot hoofd, een donkere en platte achtergrond, gedetailleerde aandacht voor de texturen van het gezicht van de man. Kunstenaars gaven tijdens de noordelijke renaissanceperiode geen titels aan hun werken, en zoals bij elk portret van iemand wiens identiteit verloren is gegaan, heeft het schilderij in de loop der jaren meerdere titels gekregen. Lang werd gedacht dat de ring die de man in zijn rechterhand hield, bedoeld was als aanduiding van zijn beroep als juwelier of goudsmid, en daarom kreeg het schilderij lange tijd de titel op varianten daarvan. Meer recentelijk wordt de ring geïnterpreteerd als een embleem van verloving en de titels die er sindsdien door verschillende kunsthistorici en publicaties aan zijn gegeven, beschrijven meestal de kleur of vorm van de hoofdtooi.
Het schilderij werd aan het einde van de 19e eeuw toegeschreven aan van Eyck, maar dit werd herhaaldelijk aangevochten door sommige kunsthistorici tot een schoonmaakbeurt in 1991 toen infraroodfotografie een ondertekening en methoden voor het omgaan met olie aan het licht bracht die onmiskenbaar van Van Eyck waren.
Het schilderij is te bezichtigen in het Nationaal Brukenthalmuseum in Sibiu, Roemenië. In 1989 raakte het paneel beschadigd tijdens de Roemeense Revolutie. Tezamen met enkele andere schilderijen uit het Nationaal Museum van Boekarest werd het in 1990 in Nederland gerestaureerd onder leiding van de restauratiedeskundige Anne van Grevenstein-Kruse. Door onderzoek kon tevens worden vastgesteld dat het inderdaad een Van Eyck betreft, wat voordien niet vaststond. Het paneel was gesigneerd met het bekende monogram AD van Albrecht Dürer, maar dit bleek een latere toevoeging te zijn. Over de restauratie, en een bezoek aan het museum in Boekarest met Henk van Os, werd door Jeroen Visser een filmdocumentaire gemaakt voor de VPRO.
Van Eyck maakte meerdere schilderijen van personen met een kaproen, een populair hoofddeksel in de middeleeuwen. Zo schilderde Van Eyck ook Portret van een man met rode tulband, dat vermoedelijk een zelfportret is met een kaproen, gebruikt als tulband. Het was een kap die reikte tot aan de schouders zodat het hoofd en de nek van de kaproendrager bedekt waren. Alleen het gezicht werd vrijgelaten. In de vroege middeleeuwen droegen vooral arme mensen een kaproen, vanaf de 14e eeuw droeg ook de rijkere bevolking een kaproen.

## Weblinks
Men kan een aantal werken van Jan van Eyck raadplegen en sterk vergroten op de website Further works by Jan van Eyck van het KIK/IRPA.